# Acidobacteris (fílum)
Acidobacteria constitueix una divisió creada recentment del domini Eubacteria. Com indica el seu nom són acidòfiles. Tot i haver estat molt poc estudiades, (es varen descobrir el 1997), se sap que aquesta divisió és un contribuïdor molt important als ecosistemes, particularment a aquells en què hi està involucrada la terra.
Recentment, el 2007, s'ha descobert un nou bacteri, Candidatus Chloracidobacterium thermophilum, el primer d'aquest fílum capaç de realitzar la fototròfia basada en la bacterioclorofil·la.